# Nisa (Turkmenistán)
Nisa, también llamada Parthaunisa, es una antigua ciudad situada cerca del pueblo moderno de Bagir, a 18 km al sudoeste de Asjabad, en la provincia de Ahal (Turkmenistán).
Las fortalezas partas de Nisa se añadieron al Patrimonio de la Humanidad de la Unesco en el año 2007. Abarcan una superficie de 77,90 hectáreas de zona protegida y 400,3 hectáreas de zona de respeto.

## Historia
Algunos autores sostienen que Nisa fue una de las primeras capitales de los partos. Tradicionalmente fundada por el rey Arsaces I, que reina de 250 a 211 a. C. Era la necrópolis real de los reyes partos, aunque no se ha establecido nunca que las fortalezas de Nisa fuesen una residencia real o un mausoleo.
Las excavaciones encontraron gran cantidad de edificios, mausoleos y templos a Mitra, muchos documentos manuscritos, y una tesorería saqueada. Se encontraron muchos ejemplos de arte helenístico, así como un gran número de rhyton de marfil cuyos bordes están decorados con imágenes persas o tomados de la mitología clásica.
Después fue conocida como Mithradatkirt (Fortaleza de Mitridates) por Mitrídates I de Partia, hacia 171 a 138 a. C.
Fue destruida por un terremoto ocurrido durante el siglo I a. C.
Se sigue excavando en la actualidad.
- Datos: Q854672
- Multimedia: Nisa, Turkmenistan / Q854672